# Mark Kuhn
Mark Kuhn (* 8. Februar 1959 in Winterthur) ist ein Schweizer Schauspieler.

## Leben und Wirken
Seine Ausbildung absolvierte er an der Schauspielakademie Zürich.
Mark Kuhn gab sein Debüt 1990 mit der Hauptrolle des russischen Gefangenen in der Miniserie Regina auf den Stufen.
Weitere Auftritte hatte er 1993 in Die Wüste, 1995 in Schrecklicher Verdacht oder 1997 in Aubergers – Alles anders, als man denkt. Die nächste Hauptrolle erhielt Kuhn 1997 in der Serie Die Aubergers, in welcher er Albert Auberger verkörperte. Er war ausserdem in vielen verschiedenen Serien zu sehen, wie zum Beispiel Im Namen des Gesetzes, Unser Charly, SK Kölsch, Tatort oder Alarm für Cobra 11.

## Filmografie
- 2020: Lena Lorenz – Sternenkind
- 2015: Die Rosenheim-Cops – Ein geschätzter Schätzer
- 2011: Sturm der Liebe in der Rolle des Kriminalhauptkommissar Falke[1]
- 2010: Die Akte Golgatha
- 2009: Mord in bester Gesellschaft (Serie), Ep. Der süße Duft des Bösen, Rolle: Fotograf
- 2008: Tatort: Liebeswirren (Fernsehreihe), Rolle: Barkeeper Ringo
- 2008, 2022: SOKO Kitzbühel (Serie), Ep. Schreckliche Wahrheit, Start Up, Rollen: Xaver Götz, Klaus Holaus
- 2007: Alles außer Sex (Serie), Ep. Falsche Helden, Rolle: Herr Richter
- 2007: Die Rosenheim-Cops (Serie), Ep. Die letzten Tage, Rolle: Dr. Jan Stöber
- 2007: SOKO 5113 (Serie), Ep. Der Ausschuss, Rolle: Dr. Brinkmann
- 2007: Unser Charly (Serie), Ep. Schweigepflicht, Rolle: Lutz Steiner
- 2005: Rosamunde Pilcher – Königin der Nacht, Rolle: Roger
- 2005: Die Rosenheim-Cops (Serie), Ep. Nur der Mond schaut zu, Rolle: Matthias Ziller
- 2004: SK Kölsch (Serie), Ep. Verlorene Herzen, Rolle: Peirera
- 2003: Im Namen des Gesetzes (Serie), Ep. Zerbrochene Freundschaft, Rolle: Markus Brandt
- 2003: Little Girl Blue
- 2002: Der Mann wird mir gehören!, Rolle: Mark Schäfer
- 2001: Absturz in die Todeszone
- 2001: Alarm für Cobra 11 – Die Autobahnpolizei (Serie), Ep. Tina und Aysim, Rolle: Karl Steeg
- 2001: Auf Herz und Nieren, Rolle: Kaposi
- 2001: Holiday Affair
- 2001: Ice Planet, Rolle: Newton Officer
- 1998: Tatort: Allein in der Falle (Fernsehreihe), Rolle: André Berger
- 1997: Die Aubergers (Serie), Rolle: Albert Auberger
- 1997: Die Aubergers – Alles anders, als man denkt, Rolle: Albert Auberger
- 1996: Wolffs Revier (Serie), Ep. Kopfgeld, Rolle: Rottleben
- 1996: Die Drei (Serie), Ep. Tödliche Affäre, Rolle: Jürgen Kahlert
- 1996: Der Bulle von Tölz: Unter Freunden, Rolle: Günther Hecht
- 1995: Wolffs Revier (Serie), Ep. Sommersprossen, Rolle: Fred Körbel
- 1995: Schrecklicher Verdacht, Rolle: Kurt Brecht
- 1995: Lutz & Hardy (Serie), Ep. Sechs Stunden bis ins Jenseits
- 1993: Stalingrad, Rolle: Fdw. Pflüger
- 1993: Die Wüste
- 1990: Regina auf den Stufen (Serie), Rolle: Martin Scholz
- 1986: Der Lockspitzel (ZDF)

## Synchronrollen (Auswahl)
Quelle: Deutsche Synchronkartei
| Schauspieler          | Film/Serie                                        | Rolle                       |
| --------------------- | ------------------------------------------------- | --------------------------- |
| Angus MacLane         | Toy Story of Terror                               | Officer Wilson              |
| Colin Handley         | Time Trax – Zurück in die Zukunft (Fernsehserie)  | Karl                        |
| D.J. Berg             | Party of Five (Fernsehserie)                      | Franklin                    |
| Gerald Webb           | Haunting in Salem                                 | Bürgermeister Avery Collins |
| J. D. Evermore        | True Detective (Fernsehserie)                     | Detective Lutz              |
| Jeff Bennett          | Tinkerbell                                        | Clank                       |
| Jeff Bennett          | Tinkerbell – Die Suche nach dem verlorenen Schatz | Clank                       |
| Jeff Bennett          | Tinkerbell – Ein Sommer voller Abenteuer          | Clank                       |
| Jeff Bennett          | Die großen Feenspiele                             | Clank                       |
| Jeff Bennett          | Tinkerbell und die Piratenfee                     | Clank                       |
| Michael Patrick Crane | Damages – Im Netz der Macht (Fernsehserie)        | Alain Coupet                |
| Phillip Mitchell      | 4400 – Die Rückkehrer (Fernsehserie)              | Verhaftender Polizist       |
| Robert Bassetti       | Friday Night Lights (Fernsehserie)                | Postbote                    |
| Samir Guesmi          | The Transporter Refueled                          | Inspector Bectaoui          |
| Ken Mizukoshi         | Sacrifice to the King of Beasts                   | Bäcker Rogg                 |